# Litvintroll
Litvintroll – białoruska grupa muzyczna grająca folk metal. Założona została w 2005 w Mińsku przez Andreja Apanowicza i Siarhieja Tapczeŭskiego – muzyków zespołu Stary Olsa. Trzy lata później wydali demo z dwoma utworami: Łysy Wierabiej i Rock'n'Troll, które znalazły się również na pierwszym albumie Rock'n'Troll.

## Muzycy
2 września 2012 r. na festiwalu "Mass Medium" w Homlu miał miejsce tragiczny wypadek w wyniku którego śmierć poniósł basista Aleh Klimczanka, przyczyną zgonu było porażenie prądem na scenie.
| - Andrej Apanowicz – wokal, dudy, cytra, żalejka - Wasil Warabiejczykaŭ – dudy, flet, żalejka - Aliaksiej Żaburonak – gitara - Hienadź Parachniewicz – perkusja - Andrej Harczakoŭ – keyboard - Alaksandar Staciŭka – gitara basowa | - Aleh Klimczanka – gitara basowa (zginął 2 września 2012) - Siarhiej Tapczeŭski – perkusja (do 2009 roku) - Alaksandar Sawianok – gitara (do 2009 roku) - Dzianis Wiaczerski – keyboard (do 2009 roku) |

## Dyskografia
- Demo (2008) – demo
- Łysy Wierabiej (Łysy Wróbel) (2009) – singiel
- Rock'n'Troll (2009) – album
- Czornaja Panna (2013) – album